# Cristiano da Matta
Cristiano Monteiro da Matta (Belo Horizonte, Minas Gerais, Brasil; 19 de septiembre de 1973) es un piloto de automovilismo brasileño. Ha logrado 12 victorias y 20 podios en la CART/Champ Car en 101 carreras disputadas entre 1999 y 2006. Resultó campeón de la categoría en 2002 y quinto en 2001.
También, disputó 28 Grandes Premios de Fórmula 1, puntuando en total 13 puntos, logrando como mejores resultados tres sextos puestos.

## Carrera deportiva
Cristiano comenzó en el Karting a los 16 años, adoptando el casco de su padre, el rápidamente se destacó por sus numerosas victorias en karting antes de ganar la Formula Ford Brasileña en 1993. En 1994 continuó su camino ganando la Fórmula 3 Sudamericana Brasileña. En 1995 compitió en la Fórmula 3 Británica logrando una victoria y terminando octavo general. Al año siguiente corrió en Fórmula 3000 Internacional donde también terminó octavo con un cuarto lugar como mejor resultado en Pau. 
En 1997 se movió a los Estados Unidos para competir en la Indy Lights donde fue novato del año, al año siguiente se coronó campeón de la serie ganado un total de 7 carreras y 4 pole positions. En 1999 debutó en CART de la mano de Arcieiro Wells, logró un cuarto puesto y un quinto de modo que finalizó 18º en el campeonato. En el 2000 logró su primera victoria en la categoría en Cicero, además de sumar un tercer puesto, cinco cuartos, y un quinto, finalizando décimo en el clasificador final
En 2001, Da Matta se convirtió en piloto titular de Newman/Haas Racing; ganó tres carreras: Monterrey, Surfers Paradise y Fontana, y acumuló dos podios más, un cuarto lugar, dos sextos, resultando quinto en el campeonato. Al año siguiente se consagró campeón de la categoría con 7 victorias, 11 podios y 7 poles.
Participó en la temporada 2003 de la Fórmula 1 con Toyota F1 donde sumó 10 puntos, cuatro más que su compañero veterano Olivier Panis, pero su fortuna decayó en la temporada 2004 sumando solo 3 punto lo que terminó perdiendo su asiento a favor de Ricardo Zonta después de Gran Premio de Alemania en Hockenhem, motivo no solo de rendimiento ya que Cristiano hablaba abiertamente de lo incompetitivo de su auto.
El belo-horizontino a la renombrada Champ Car World Series en 2005 con el equipo PKV Racing, y logró una victoria en Portland. Sin embargo solamente logró como otros mejores resultados dos sextos puestos, de forma que terminó 11º en la clasificador final. En 2006 corrió para Dale Coyne Racing y después para RuSport reemplazando a A. J. Allmendinger. El 3 de agosto sufrió un grave accidente al chocar contra un ciervo, durante las prácticas de la carrera en Road America. Salió del hospital el 21 de septiembre de ese mismo año, y estuvo varios meses en terapia y entrenamiento para volver a las pistas. En marzo de 2008, da Matta probó un prototipo de la Rolex Sports Car Series, donde después hizo equipo con Jimmy Vasser en la fecha de Laguna Seca.
En 2010 corrió en la Fórmula Truck Brasileña con un camión Iveco.
En el 2011 corrió en la American Le Mans Series con Rocketsports Racing.

## Resultados

### Fórmula 1
(Clave) (negrita indica pole position) (cursiva indica vuelta rápida)

| Año  | Escudería               | 1       | 2      | 3      | 4       | 5      | 6      | 7       | 8       | 9       | 10     | 11     | 12      | 13     | 14      | 15    | 16    | 17  | 18  | Pos. | Puntos |
| ---- | ----------------------- | ------- | ------ | ------ | ------- | ------ | ------ | ------- | ------- | ------- | ------ | ------ | ------- | ------ | ------- | ----- | ----- | --- | --- | ---- | ------ |
| 2003 | Panasonic Toyota Racing | AUS Ret | MYS 11 | BRA 10 | SMR 12  | ESP 6  | AUT 10 | MON 9   | CAN 11  | EUR Ret | FRA 11 | GBR 7  | GER 6   | HUN 11 | ITA Ret | USA 9 | JPN 7 |     |     | 13º  | 10     |
| 2004 | Panasonic Toyota Racing | AUS 12  | MYS 9  | BHR 10 | SMR Ret | ESP 13 | MON 6  | EUR Ret | CAN DSQ | USA Ret | FRA 14 | GBR 13 | GER Ret | HUN    | BEL     | ITA   | CHN   | JPN | BRA | 17º  | 3      |